# Canon EOS-1Ds

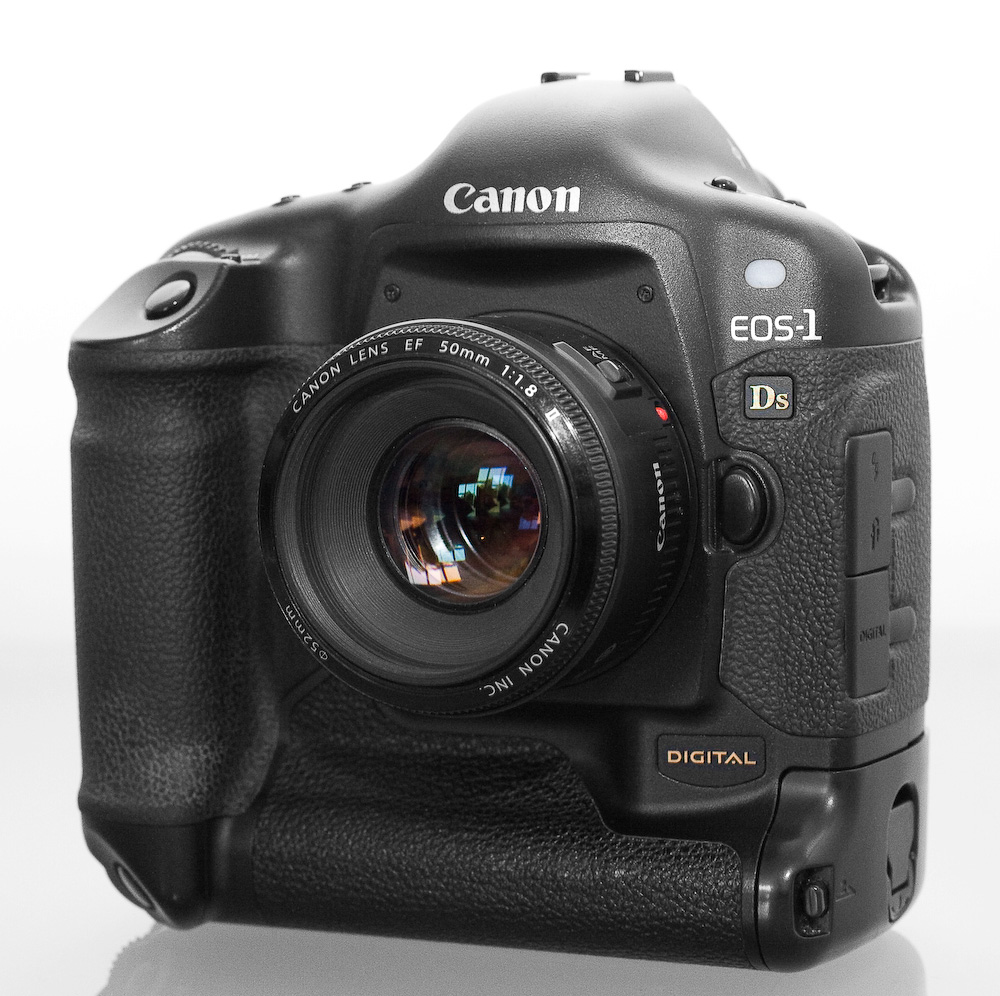
Canon EOS-1Ds z obiektywem
Canon EF 50 mm f/1.8 II

Canon EOS-1Ds – pierwsza profesjonalna lustrzanka cyfrowa japońskiej firmy Canon z serii EOS, która posiada pełnowymiarową matrycę CMOS o szerokości 35.8 mm i rozdzielczości 11,1 megapikseli. Jej premiera miała miejsce 24 sierpnia 2002 roku.  W wyposażeniu aparatu znajduje się 2-calowy ekran LCD. Jej następcą jest Canon EOS-1Ds Mark II.